# Korčulanski plivački klub
Korčulanski plivački klub je vaterpolski klub iz Korčule.
U samom gradu se vaterpolo igra od 1926., a osobe koje su donijele vaterpolo u Korčulu su bili korčulanski đaci koji su išli u školu u Dubrovnik. Natjecanja se igraju od 1930., kada se igralo utakmice sa sastavima iz susjednih mjesta. 1930. se stoga uzima za godinu utemeljenja KPK.
Prvu hrvatsku vaterpolo ligu prvi put je igrao u sezoni 2020./21.

## Klupski uspjesi
Kup pobjednika kupova
- osvajač: 1979.

Europski superkup
- finalist: 1979.

Jugoslavenski kup
- osvajač: 1978.

Jugoslavensko prvenstvo
- doprvak: 1978.

## Poznati igrači
- Duško Antunović
- Gojko Arneri
- Marinko Bojić
- Boško Lozica
- Bojan Lozica
- Perica Richter
- Slobodan Trifunović
- Felice Tedeschi
- Nebojša Jeričević

## Vanjske poveznice
- Slobodna Dalmacija Milorad Bibić Mosor: Pozdrav od cile Korčule: Bravo zlatni kapekaši!, 10. kolovoza 2008.
- Slobodna Dalmacija Tonči Vlašić: Vaterpolisti Hrvatske i Rusije Korčuli u pohode,  21. kolovoza 2010.
- hvs.hr, ČETRDESET JE GODINA Sjećanje na dan kada je KPK osvojio KPK  Arhivirana inačica izvorne stranice od 24. prosinca 2018. (Wayback Machine), objavljeno 3. prosinca 2018., pristupljeno 23. prosinca 2018.